# 尼克·芬克
尼可拉斯·芬克（英語：Nicolas Fink，1993年7月3日—）是美國的一位游泳運動員和電子工程師，主要擅長蛙泳。他成長在紐澤西州。在2013年美國全國錦標賽的100米蛙泳比賽上他獲得第二位。他也參加了2013年世界游泳錦標賽等賽事。2016年起，他的妻子是美國女子游泳選手梅拉妮·马加利斯。

## 外部連結
- 尼克·芬克的X（前Twitter）
- 尼克·芬克的Instagram帳戶